# Primula falcifolia
Primula falcifolia là một loài thực vật có hoa trong họ Anh thảo. Loài này được Kingdon-Ward miêu tả khoa học đầu tiên năm 1926.